# Patricio Saavedra
Patricio Saavedra, född 11 januari 1947, är en friidrottare från Chile. Han deltog vid olympiska sommarspelen 1968.